# Арминианизъм
Арминианизъм е християнско сотерологическо учение в рамките на протестантската доктрина, основано на теологичните идеи на холандския реформатор Яков Арминий (1560-1609).
Преобладаващата насока на тази доктрина е евангелистко протестантство. Арминианизмът повлиява върху схващанията на духовния деец на Англиканската църква евангелиста Джон Уесли и върху основите на тази доктрина той устройва религиозното течение Методизъм.
Арминианизмът се основава на следните убеждения:
- Човекът е напълно неспособен сам да постигне спасението на душата си.
- Спасението е възможно само чрез Божията благодат (Sola gratia), за която никой не е напълно достоен.
- Никакви усилия на човека не са достатъчни за постигане на спасението.
- Свободният избор да се вярва в Бог, в неговата саможертва и в неговата божественост е единственото условие за спасение.
- Изкуплението на Иисус е изкупление на всички хора.
- Бог позволява отказ на Божията благодат от страна на онези, които са се отрекли от Иисус Христос.
- Спасението може да се изгуби, тъй като трайното Спасение изисква трайна вяра.

Арминианизмът може да се разглежда в два основни аспекта: Класически арминианизъм, представящ Арминий като водеща фигура и Уеслиански арминианизъм, познат като Методизъм.
В широкия спектър на историята на християнската църква арминианизмът се смята за сроден на калвинизма, тъй като двете доктрини споделят много от историята и схващанията си. Въпреки това те са разглеждани като остро противоречащи си по отношение на темите за Съдбата и Спасението в рамките на Евангелското учение. Този спор е бил предмет на Събора в Дорт (Дордрехт 1618 – 1619), на който са излъчени и основните 5 канонични правила на калвинизма, познати под абревиатурата TULIP.